# Origmatogona
Origmatogona es un género de miriápodos cordeumátidos de la familia Origmatogonidae. Sus 6 especies reconocidas son endémicas del Paleártico occidental: la península ibérica (España), Francia continental y centro-noroeste del Magreb.

## Especies
Se reconocen las siguientes:
- Origmatogona catalonica Ribaut, 1912
- Origmatogona jacetanora Mauriès, 1964
- Origmatogona kimeora Mauriès, 1990
- Origmatogona strinatii Manfredi, 1956
- Origmatogona tinauti Mauriès, 1990
- Origmatogona toniperezi Mauriès, 2014